# Cantonul Laon-Nord
Cantonul Laon-Nord este un canton din arondismentul Laon, departamentul Aisne, regiunea Picardia, Franța.

## Comune
- Aulnois-sous-Laon
- Besny-et-Loizy
- Bucy-lès-Cerny
- Cerny-lès-Bucy
- Chambry
- Crépy
- Laon (parțial, reședință)
- Molinchart
- Vivaise